# Адоптивний обряд

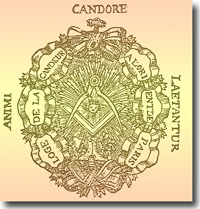
Знак адоптивних лож

Адопти́вний обря́д був одним із масонських обрядів, який з'явився у Франції у XVIII столітті. Він проводився в адоптивних ложах та використовувався для посвячення жінок у масони, проте самі обряди відрізнялися від відповідних обрядів у чоловічих ложах. Кількість ступенів і символізм обряду були засновані не на споруджуванні храму, як у звичайному масонстві, а на тематиці жінок в історії вірувань. Використання рукавичок і запону в обряді збережено.

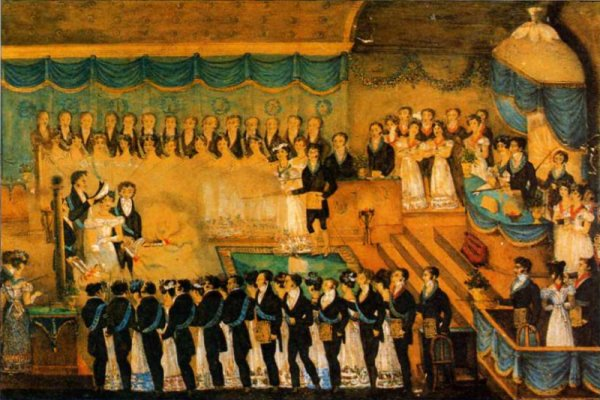
Приєднання до адоптивної ложі

## Ступені обряду
1. — Вавилонська віжа
2. — Райський сад
3. — Всесвітній потоп[3]

## Адоптивний обряд у Великій жіночій ложі Франції
Цей обряд був початковим у «Великій жіночій ложі Франції» (ВЖЛФ), заснованій 1945 року як спілка жінок-масонів Франції. ВЖЛФ відмовилася від «Адоптивного обряду» 1959 року на користь Стародавнього і прийнятого шотландського уставу. Деякі члени ВЖЛФ були проти цієї зміни, і коли 1977 року до ВЖЛФ приєдналася ложа «Космос», то вона відновила проведення адоптивного обряду. Відтоді ложа «Космос» залишається єдиною ложею у світі, яка проводить цей обряд.

## Додаткові ступені
Різні й своєрідні уклади Додаткових ступенів були додані після трьох знаменних ступенів. Дотепер немає жодних підтверджень того, що складові обрядів із будь-яких додаткових ступенів взагалі використовувалися в загальному укладі адоптивного обряду. Один з обрядів, заснований на билиці про Царицю Савську, що називалася «Принцеса Корони», був найвищим ступенем у 10-ступеневому укладі, що використовувався наприкінці XVIII століття.

## Книжництво
- Collectif, La Grande Loge féminine de France: Autoportrait, Guy Trédaniel, 1995, 223 p. (ISBN 2-85707-754-8).
- Daniel Ligou et al, Histoire des francs-maçons en France, vol. 2, Privat, 2000 (ISBN 2-7089-6839-4).
- Janet Burke, Les premières francs-maçonnes au siècle des Lumières, Presses universitaires de Bordeaux, 2010 (ISBN 978-2-86781-644-4).
- Jan Snoek, Le rite d'adoption et l'initiation des femmes en franc-maçonnerie, Dervy, 2012, 642 p. (ISBN 978-2-84454-939-6).